# Todo puede pasar
Todo puede pasar fue un programa de televisión sobre baile que busca al mejor bailarín/a amateur de Argentina.  El formato es una creación original de Kuarzo Entertainment Argentina. Se estrenó, por la pantalla de El Nueve, el 6 de enero de 2020. El talent show es conducido por Nicolás Occhiato, teniendo como jurado del mismo a Graciela Alfano, Noelia Marzol y Florencia Jazmín Peña sumado a la votación del público. Además el reality cuenta con la participación de Julián Pérez Regio en la locución y en los móviles en la calle. También cuenta con la participación humorística de Julián Bellese, y con los cantantes Cristian Sergio y Bomba Allende.
A causa de la pandemia de COVID-19 el programa debió frenar la competencia, debido a las medidas de salud, por lo cual, pasó a ser un formato de actualidad y entretenimiento, que consiste en entrevistar a profesionales de la salud para conocer la situación, como así también realizan entrevistas y desafíos virtuales tanto con famosos, como con el respectivo personal del programa.
El programa finalizó el 12 de marzo de 2021. Tras frenar la competencia del baile, el programa sufrió diversas modificaciones en el formato y en el personal. 
Actualmente, no se prevé que la competencia de baile se reanude.

## Formato
Durante cada semana se presentarán una cantidad de 7 participantes, de los cuales uno, el primer día donde podrán bailar su especialidad, clasificará directamente a la final del viernes por votación del público, mientras que los restantes deberán seguir bailando los ritmos propuestos por la producción los días restantes de la semana para conseguir uno de los otros tres lugares en la final. Así, de los 4 finalistas quedarán 2, uno elegido por el público y el otro por el jurado. De esta forma, el público definará de esos 2 finalistas el ganador de la semana que pasará a la instancia final con los demás ganadores por el gran premio.

## Jueces

### Titular
| Nombre                | Ocupación                  |
| --------------------- | -------------------------- |
| Noelia Marzol         | Actriz y bailarina         |
| Graciela Alfano       | Modelo, exvedette y actriz |
| Florencia Jazmín Peña | Bailarina                  |

### Reemplazos
| Concepción Occhiato | Abuela de Nicolás Occhiato                   | Noelia Marzol (El 10 de enero)                                            |
| Diego Ramos         | Actor, cantante y presentador de TV          | Florencia Jazmín Peña (El 13 y 14 de enero)                               |
| José María Muscari  | Director teatral                             | Noelia Marzol (El 17 de enero)Florencia Jazmín Peña (El 20 y 29 de enero) |
| Rodrigo Lussich     | Periodista y presentador de TV y radio       | Florencia Jazmín Peña (El 21 de enero)                                    |
| Maximiliano Guerra  | Bailarín                                     | Noelia Marzol (El 24 de enero)                                            |
| Alejandra Maglietti | Modelo, periodista y panelista               | Florencia Jazmín Peña (El 28 de enero)                                    |
| Carla Conte         | Presentadora de TV                           | Florencia Jazmín Peña (El 30 de enero)                                    |
| Anamá Ferreyra      | Exmodelo y empresaria                        | Noelia Marzol (El 31 de enero y 14 de febrero)                            |
| Ximena Capristo     | Vedette y actriz                             | Noelia Marzol (El 7 de febrero)                                           |
| Martín Baclini      | Empresario, expareja de Cinthia Fernández    | Noelia Marzol (El 21 de febrero)                                          |
| Bárbara Franco      | Modelo, pareja de Fernando Burlando          | Florencia Jazmín Peña (El 27 de febrero)Graciela Alfano (El 15 de marzo)  |
| Luisa Albinoni      | Actriz, comediante, cantante y ex vedette    | Noelia Marzol (El 28 de febrero y el 6 de marzo)                          |
| Magdalena Bravi     | Actriz, bailarina, presentadora y coreógrafa | Florencia Jazmín Peña (El 5 de marzo)                                     |
| Vanina Escudero     | Bailarina                                    | Florencia Jazmín Peña (El 6 de marzo)                                     |

## Cuerpo de baile
| Nombre             | Rol                       | Ocupación                    |
| ------------------ | ------------------------- | ---------------------------- |
| Matías Ramos       | Supervisor de coreografía | Bailarín y coreógrafo        |
| Delfina Ternavasio | Bailarina del staff       | Bailarina                    |
| Julieta Vaccarelli | Bailarina del staff       | Bailarina, actriz y cantante |

## Seguimiento
Referencias

### Participantes
| Participante       | Edad | Profesión                      | Estado                                                   |
| ------------------ | ---- | ------------------------------ | -------------------------------------------------------- |
| Elías Alvarado     | 18   | Bailarín y acróbata            | Clasifican a la próxima instancia el 10 de enero de 2020 |
| Joaquín Bartolomeo | 27   | Bailarín y acróbata            | Clasifican a la próxima instancia el 10 de enero de 2020 |
| Melisa Perelmuter  | 26   | Bailarina y profesora de baile | Eliminadas el 10 de enero de 2020                        |
| Paola Moscarelli   | 29   | Presentadora de TV             | Eliminadas el 10 de enero de 2020                        |
| Alex Sepliarsky    | 30   | Entrenador personal            | Eliminados el 9 de enero de 2020                         |
| Romina Andrino     | 38   | Diseñadora de interiores       | Eliminados el 9 de enero de 2020                         |
| Sol González       | 19   | Estudiante de Derecho y modelo | Eliminados el 9 de enero de 2020                         |

     Mujeres
     Hombres

#### Noche 1
En la primera noche, los concursantes realizaron su estilo de baile favorito. 
| Lunes 6/01 | 1 | Sol     | Reguetón                              | «Ella me levantó», Daddy Yankee                   | 5.08                                  |
| Lunes 6/01 | 2 | Joaquín | Break dance                           | «Break dance (Instrumental)»                      | 7.32                                  |
| Lunes 6/01 | 3 | Melisa  | Street                                | «Que calor», Major Lazer feat. J Balvin & El Alfa | 8.23                                  |
| Lunes 6/01 | 4 | Romina  | Femme Style                           | «Fighter», Christina Aguilera                     | 5.68                                  |
| Lunes 6/01 | 5 | Elías   | Hip-hop                               | «Canguro», Wos                                    | 8.07                                  |
| Lunes 6/01 | — | Alex    | Por problemas de tiempo, no bailaron. | Por problemas de tiempo, no bailaron.             | Por problemas de tiempo, no bailaron. |
| Lunes 6/01 | — | Paola   | Por problemas de tiempo, no bailaron. | Por problemas de tiempo, no bailaron.             | Por problemas de tiempo, no bailaron. |

#### Noche 2
En la segunda noche, los competidores bailaron disco.
| Martes 7/01 | 1 | Paola   | «Bad Girls», Donna Summer                             | 6.11                                                  |                                                       |
| Martes 7/01 | 2 | Alex    | «Disco Inferno», The Trammps                          | 5.86                                                  |                                                       |
| Martes 7/01 | 3 | Romina  | «Boogie Wonderland», Earth, Wind & Fire               | 7.13                                                  |                                                       |
| Martes 7/01 | 4 | Joaquín | «September», Earth, Wind & Fire                       | 7.80                                                  |                                                       |
| Martes 7/01 | 5 | Sol     | «Le Freak», Chic                                      | 5.49                                                  |                                                       |
| Martes 7/01 | — | Elías   | Por falta de tiempo, no presentaron sus coreografías. | Por falta de tiempo, no presentaron sus coreografías. | Por falta de tiempo, no presentaron sus coreografías. |
| Martes 7/01 | — | Melisa  | Por falta de tiempo, no presentaron sus coreografías. | Por falta de tiempo, no presentaron sus coreografías. | Por falta de tiempo, no presentaron sus coreografías. |

#### Noche 3
En la tercera noche, los concursantes realizaron un baile con música tropical. Además tendrán que bailar con un elemento, el mismo fue asignando mediante un sorteo. 
| Miércoles 8/01 | 1 | Elías   | Silla    | «La quiero a morir», Dark Latin Groove                           | 5.32                                                             |
| Miércoles 8/01 | 2 | Romina  | Perchero | «Que le den candela», Celia Cruz                                 | 5.44                                                             |
| Miércoles 8/01 | 3 | Sol     | Sombrero | «La vida es un carnaval», Celia Cruz                             | 5.66                                                             |
| Miércoles 8/01 | 4 | Alex    | Capa     | «Procura», Chichí Peralta                                        | 5.97                                                             |
| Miércoles 8/01 | 5 | Paola   | Escoba   | «Conga», Miami Sound Machine & Gloria Estefan                    | 8.07                                                             |
| Miércoles 8/01 | — | Joaquín | Banco    | Por falta de tiempo, no pudieron presentar sus rutinas de baile. | Por falta de tiempo, no pudieron presentar sus rutinas de baile. |
| Miércoles 8/01 | — | Melisa  | Bastón   | Por falta de tiempo, no pudieron presentar sus rutinas de baile. | Por falta de tiempo, no pudieron presentar sus rutinas de baile. |

#### Noche 4
En la cuarta noche, los participantes bailaron cuarteto junto a un invitado. 
| Jueves 9/01 | 1 | Alex    | María Sol (Amiga)       | «Llegó tu papi», Sabroso                                               | 6.18                                                                   |
| Jueves 9/01 | 2 | Romina  | Agustín (Amigo)         | «Beso a beso», La Mona Jiménez                                         | 5.76                                                                   |
| Jueves 9/01 | 3 | Sol     | Sebastián (Tío segundo) | «Chica sexy», Banda XXI                                                | 5.68                                                                   |
| Jueves 9/01 | 4 | Elías   | Denise (Amiga)          | «Adicto a ti», Walter Olmos                                            | 8.00                                                                   |
| Jueves 9/01 | — | Joaquín | No anunciado            | Por motivos de tiempo, no realizaron sus presentaciones coreográficas. | Por motivos de tiempo, no realizaron sus presentaciones coreográficas. |
| Jueves 9/01 | — | Melisa  | Karin (Tía)             | Por motivos de tiempo, no realizaron sus presentaciones coreográficas. | Por motivos de tiempo, no realizaron sus presentaciones coreográficas. |
| Jueves 9/01 | — | Paola   | Cristopher (Amigo)      | Por motivos de tiempo, no realizaron sus presentaciones coreográficas. | Por motivos de tiempo, no realizaron sus presentaciones coreográficas. |

#### Noche 5: Final
En la quinta noche, los cuatro participantes finalistas: 
Como primera instancia, realizaron un baile favorito instantáneo, estos bailes no fueron puntuados por el público y las canciones bailadas fueron elegidas por los propios participantes. 
Como segunda instancia, realizaron un baile que fue designada y dirigida por Matías Ramos, el supervisor de coreografía del programa. Para este último baile, todos los participantes bailaban la misma canción y coreografía, teniendo en cuenta que cada concursante agregará a esta coreografía su estilo propio. 
| Viernes 10/01 | 1 | Melisa  | «RITMO (Bad Boys For Life)», Black Eyed Peas & J Balvin    | —    |
| Viernes 10/01 | 1 | Melisa  | «UpTown Funk!», Mark Ronson feat. Bruno Mars               | 7.78 |
| Viernes 10/01 | 2 | Joaquín | «Bomb Intro/Pass That Dutch», Missy Elliott                | —    |
| Viernes 10/01 | 2 | Joaquín | «UpTown Funk!», Mark Ronson feat. Bruno Mars               | 7.94 |
| Viernes 10/01 | 3 | Paola   | «La mejor versión de mí», Natti Natasha feat. Romeo Santos | —    |
| Viernes 10/01 | 3 | Paola   | «UpTown Funk!», Mark Ronson feat. Bruno Mars               | 6.95 |
| Viernes 10/01 | 4 | Elías   | «Insane in the Brain», Cypress Hill                        | —    |
| Viernes 10/01 | 4 | Elías   | «UpTown Funk!», Mark Ronson feat. Bruno Mars               | 7.96 |

Votos de los jueces
- Concepción:[n 2] Melisa
- Florencia: Joaquín
- Graciela: Joaquín

1. ↑  Votación para elegir al segundo participante para que clasifiqué a la próxima instancia.
2. ↑  En reemplazo de Noelia Marzol.

## Semana 2

### Participantes
| Participante        | Edad | Profesión                         | Estado                                                   |
| ------------------- | ---- | --------------------------------- | -------------------------------------------------------- |
| Valentina Retamales | 22   | Lic. en Artes escénicas y actriz  | Clasifican a la próxima instancia el 17 de enero de 2020 |
| Patricio Colombero  | 29   | Fontanero y mecánico              | Clasifican a la próxima instancia el 17 de enero de 2020 |
| Adrián Pan          | 28   | Entrenador personal y guardavidas | Eliminados el 17 de enero de 2020                        |
| Rocío Chaves        | 20   | Profesora de zumba y spinning     | Eliminados el 17 de enero de 2020                        |
| Silvia de Castro    | 51   | Profesora de baile y fitness      | Eliminados el 16 de enero de 2020                        |
| Fernando Botero     | 27   | Masajista, actor y bailarín       | Eliminados el 16 de enero de 2020                        |
| Antonella Cocciolo  | 27   | Pastelera profesional             | Eliminados el 16 de enero de 2020                        |

#### Noche 1
En la primera noche, los concursantes realizaron su estilo de baile favorito. 
| Lunes 13/01 | 1 | Valentina | Contemporáneo                     | «Talking to the Moon», Bruno Mars                        | 7.58                                                     |
| Lunes 13/01 | 2 | Patricio  | Break dance                       | «U.B.C.», Doctor MC's                                    | 8.22                                                     |
| Lunes 13/01 | 3 | Silvia    | Bungee dance (Danza con elástico) | «Please Me», Poncho feat. Maxi Trusso                    | 6.57                                                     |
| Lunes 13/01 | 4 | Fernando  | Femme Style                       | «Baby One More Time», Britney Spears                     | 6.32                                                     |
| Lunes 13/01 | 5 | Antonella | Reguetón                          | «Con calma», Daddy Yankee feat. Snow                     | 7.43                                                     |
| Lunes 13/01 | 6 | Adrián    | Hip-hop                           | «Boom Boom Pow», The Black Eyed Peas                     | 7.75                                                     |
| Lunes 13/01 | — | Rocío     | No anunciado                      | Por falta de tiempo, no llegó a realizar su coreografía. | Por falta de tiempo, no llegó a realizar su coreografía. |

#### Noche 2
En la segunda noche, los concursantes realizaron un baile con música de los 80s. 
| Martes 14/01 | 1 | Rocío     | «Girls Just Want to Have Fun», Cyndi Lauper                      | 8.36                                                             |
| Martes 14/01 | 2 | Adrián    | «Billie Jean», Michael Jackson                                   | 6.33                                                             |
| Martes 14/01 | 3 | Valentina | «Wake Me Up Before You Go-Go», Wham!                             | 6.56                                                             |
| Martes 14/01 | 4 | Fernando  | «I Want to Break Free», Queen                                    | 5.79                                                             |
| Martes 14/01 | 5 | Antonella | «Material Girl», Madonna                                         | 6.27                                                             |
| Martes 14/01 | — | Silvia    | Por falta de tiempo, no pudieron presentar sus rutinas de baile. | Por falta de tiempo, no pudieron presentar sus rutinas de baile. |
| Martes 14/01 | — | Patricio  | Por falta de tiempo, no pudieron presentar sus rutinas de baile. | Por falta de tiempo, no pudieron presentar sus rutinas de baile. |

1. ↑  Tras un error en el sistema de votación, Rocío bailó una vez más para que el público la evalué nuevamente.

#### Noche 3
En la tercera noche, los competidores bailaron rock and roll. Además tendrán que bailar con un elemento, el mismo fue asignando mediante un sorteo.
| Miércoles 15/01 | 1 | Valentina | Silla y mesa | «I Saw Her Standing There», The Beatles            | 6.97                                      |
| Miércoles 15/01 | 2 | Patricio  | Valija       | «Jailhouse Rock», Elvis Presley                    | —                                         |
| Miércoles 15/01 | 3 | Antonella | Sillón       | «Rock Around the Clock», Bill Haley and His Comets | 5.99                                      |
| Miércoles 15/01 | 4 | Silvia    | Guitarra     | «Sweet Child o' Mine», Guns N' Roses               | 5.79                                      |
| Miércoles 15/01 | 5 | Fernando  | Biombo       | «Highway to Hell», AC/DC                           | 5.95                                      |
| Miércoles 15/01 | 6 | Adrián    | Pelota       | «Start Me Up», The Rolling Stones                  | 6.54                                      |
| Miércoles 15/01 | — | Rocío     | Canasta      | Por falta de tiempo, no realizó su baile.          | Por falta de tiempo, no realizó su baile. |

1. ↑  Patricio ya es finalista, pero aún así presentó su coreografía. Esta presentación no fue calificada por el público.

#### Noche 4
En la cuarta noche, los participantes bailaron cumbia junto a un invitado.
| Jueves 16/01 | 1 | Antonella | Tomás (Novio)       | «Bombón asesino», Los Palmeras                                  | 5.91                                                         |
| Jueves 16/01 | 2 | Fernando  | Cielo (Amiga)       | «No te creas tan importante», Damas Gratis feat. Viru Kumbieron | 6.73                                                         |
| Jueves 16/01 | 3 | Valentina | Josefina (Hermana)  | «Corazon mentiroso», Karina La Princesita                       | —                                                            |
| Jueves 16/01 | 4 | Adrián    | Denise (Novia)      | «Amores como el nuestro», Los Charros                           | 7.28                                                         |
| Jueves 16/01 | 5 | Silvia    | Bianca (Nieta)      | «Nunca me faltes», Antonio Ríos                                 | 6.74                                                         |
| Jueves 16/01 | — | Rocío     | Maximiliano (Amigo) | Por falta de tiempo, no pudieron presentar sus coreografías.    | Por falta de tiempo, no pudieron presentar sus coreografías. |
| Jueves 16/01 | — | Patricio  | Sofía (Amiga)       | Por falta de tiempo, no pudieron presentar sus coreografías.    | Por falta de tiempo, no pudieron presentar sus coreografías. |

1. ↑  Valentina ya clasificó a la final de viernes, pero aún así presentó su coreografía. Aunque no fue calificada por el público.

#### Noche 5: Final
En la quinta noche, los cuatro participantes finalistas: 
Como primera instancia, realizaron un baile favorito instantáneo, estos bailes no fueron puntuados por el público y las canciones bailadas fueron elegidas por los propios participantes. 
Como segunda instancia, realizaron un baile que fue designada y dirigida por Matías Ramos, el supervisor de coreografía del programa. Para este último baile, todos los participantes bailaban la misma canción y coreografía, teniendo en cuenta que cada concursante agregará a esta coreografía su estilo propio. 
| Viernes 17/01 | 1 | Rocío     | «Magalenha», Sérgio Mendes feat. Carlinhos Brown | —    |
| Viernes 17/01 | 1 | Rocío     | «She Bangs», Ricky Martin                        | 5.50 |
| Viernes 17/01 | 2 | Patricio  | «Insane in the Brain», Cypress Hill              | —    |
| Viernes 17/01 | 2 | Patricio  | «She Bangs», Ricky Martin                        | 7.29 |
| Viernes 17/01 | 3 | Valentina | «Chandelier», Sia                                | —    |
| Viernes 17/01 | 3 | Valentina | «She Bangs», Ricky Martin                        | 7.53 |
| Viernes 17/01 | 4 | Adrián    | «I Gotta Feeling», The Black Eyed Peas           | —    |
| Viernes 17/01 | 4 | Adrián    | «She Bangs», Ricky Martin                        | 7.13 |

Votos de los jueces
- Florencia: Patricio
- Graciela: Patricio
- José María:[n 2] Patricio

1. ↑  Votación para elegir al segundo participante que pasa a la instancia final.
2. ↑  En reemplazo de Noelia Marzol.

## Semana 3

### Participantes
| Participante          | Edad | Profesión                          | Estado                                                   |
| --------------------- | ---- | ---------------------------------- | -------------------------------------------------------- |
| Rocío Chiares         | 19   | Estudiante de medicina             | Clasifican a la próxima instancia el 25 de enero de 2020 |
| Nadia Fernández       | 27   | Licenciada en música               | Clasifican a la próxima instancia el 25 de enero de 2020 |
| Diego Concla          | 36   | Profesor de danzas folklóricas     | Eliminados el 24 de enero de 2020                        |
| Emanuel Martínez      | 31   | Actor                              | Eliminados el 24 de enero de 2020                        |
| Agustina Raso         | 18   | Profesora de baile y bailarina     | Eliminados el 23 de enero de 2020                        |
| Franshescoli Germaint | 30   | Licenciado en matemáticas y física | Eliminados el 23 de enero de 2020                        |
| Maité de Marchi       | 25   | Bailarina                          | Abandona el 21 de enero de 2020                          |

     Mujeres
     Hombres
1. ↑  Abandona el programa por motivos laborales.

#### Noche 1
En la primera noche, los concursantes realizaron su estilo de baile favorito. 
| Lunes 20/01 | 1 | Rocío        | Contemporáneo | «Oye», Tini                                                 | 6.61 |
| Lunes 20/01 | 2 | Diego        | Jazz          | «El témpano», Juan Carlos Baglietto                         | 6.68 |
| Lunes 20/01 | 3 | Emanuel      | Jazz          | «Living on My Own», Freddie Mercury                         | 6.23 |
| Lunes 20/01 | 4 | Maité        | Street        | «Yummy», Justin Bieber                                      | 7.84 |
| Lunes 20/01 | 5 | Agustina     | Reguetón      | «Ritmo (Bad Boys for Life)», Black Eyed Peas feat. J Balvin | 6.55 |
| Lunes 20/01 | 6 | Nadia        | K-pop         | «Hip», Mamamoo                                              | 7.05 |
| Lunes 20/01 | 7 | Franshescoli | Reguetón      | «Yo x Ti, Tu x Mi», Rosalía feat. Ozuna                     | 7.47 |

#### Noche 2
En la segunda noche, los competidores bailaron pop latino.
| Martes 21/01 | 1 | Nadia        | «Te aviso, te anuncio», Shakira                               | 7.11                                                          |
| Martes 21/01 | 2 | Franshescoli | «Cachita», Ricardo Montaner                                   | 5.53                                                          |
| Martes 21/01 | 3 | Rocío        | «La mordidita», Ricky Martin feat. Yotuel                     | 7.34                                                          |
| Martes 21/01 | 4 | Diego        | «Ave María», David Bisbal                                     | 6.77                                                          |
| Martes 21/01 | 5 | Agustina     | «Es mejor así», Cristian Castro featt. Reik                   | 6.77                                                          |
| Martes 21/01 | 6 | Emanuel      | «Torero», Chayanne                                            | 5.76                                                          |
| Martes 21/01 | — | Maité        | Por problemas de tiempo, no llegó a realizar su presentación. | Por problemas de tiempo, no llegó a realizar su presentación. |

#### Noche 3
En la tercera noche, los concursantes realizaron un baile con música de los 90s. Además tendrán que bailar con un elemento, el mismo fue asignando mediante un sorteo.
| Miércoles 22/01 | 1 | Rocío        | Ramo de flores | «Let's Get Loud», Jennifer López                 | 6.65 |
| Miércoles 22/01 | 2 | Franshescoli | Step           | «Everybody (Backstreet's Back)», Backstreet Boys | 6.23 |
| Miércoles 22/01 | 3 | Nadia        | Aro            | «Barbie Girl», Aqua                              | 6.78 |
| Miércoles 22/01 | 4 | Agustina     | Abanico        | «Wannabe», Spice Girls                           | 6.70 |
| Miércoles 22/01 | 5 | Emanuel      | Valija         | «Mambo No. 5», Lou Bega                          | 8.45 |
| Miércoles 22/01 | 6 | Diego        | Pelota         | «What Is Love», Haddaway                         | 6.47 |

1. ↑  Votación especial (sólo para finalistas): Rocío no alcanzó la puntuación limite (8.50), por lo tanto, no ganó el bonus.

#### Noche 4
En la cuarta noche, los participantes bailaron cumbia junto a un invitado. 
Debido al abandono voluntario de Maité (quién era una participante clasificada a la final, tras ser la ganadora del día lunes), en esta ronda los dos promedios más altos clasifican a la final. 
| Jueves 23/01 | 1 | Franshescoli | Josefina (Madre de su amigo) | «Deja de llorar», Ezequiel El Polaco      | 6.19                                      |
| Jueves 23/01 | 2 | Agustina     | Agostina (Amiga)             | «Baila», Agapornis                        | 6.53                                      |
| Jueves 23/01 | 3 | Rocío        | Gisela (Madre)               | «Nena», Márama                            | 8.14                                      |
| Jueves 23/01 | 4 | Nadia        | Hoonil (Amigo)               | «Márchate ahora», Los Totora              | 8.54                                      |
| Jueves 23/01 | 5 | Diego        | Estela (Prima)               | «Pega la vuelta», Grupo Sombras           | 7.66                                      |
| Jueves 23/01 | — | Emanuel      | No anunciado                 | Por falta de tiempo, no realizó su baile. | Por falta de tiempo, no realizó su baile. |

1. ↑  Votación especial (sólo para finalistas): Rocío no alcanzó la puntuación limite (8.50), por lo tanto, no ganó el bonus.

#### Noche 5: Final
En la quinta noche, los cuatro participantes finalistas: 
Como primera instancia, realizaron un baile favorito instantáneo, estos bailes no fueron puntuados por el público y las canciones bailadas fueron elegidas por los propios participantes. 
Como segunda instancia, realizaron un baile que fue designada y dirigida por Matías Ramos, el supervisor de coreografía del programa. Para este último baile, todos los participantes bailaban la misma canción y coreografía, teniendo en cuenta que cada concursante agregará a esta coreografía su estilo propio. 
| Viernes 24/01 | 1 | Nadia   | «CUMANHE», Niní (Nadia) Fernández             | —    |
| Viernes 24/01 | 1 | Nadia   | «Bulería», David Bisbal                       | 6.88 |
| Viernes 24/01 | 2 | Emanuel | «Dame tu cosita», El Chombo feat. Cutty Ranks | —    |
| Viernes 24/01 | 2 | Emanuel | «Bulería», David Bisbal                       | 5.63 |
| Viernes 24/01 | 3 | Rocío   | «Rude Boy», Rihanna                           | —    |
| Viernes 24/01 | 3 | Rocío   | «Bulería», David Bisbal                       | 8.59 |
| Viernes 24/01 | 4 | Diego   | «La Pocoy Pacha», Roxana Carabajal            | —    |
| Viernes 24/01 | 4 | Diego   | «Bulería», David Bisbal                       | 7.70 |

Votos de los jueces
- Florencia: Nadia
- Graciela: Diego
- Maximiliano:[n 2] Nadia

1. ↑  Votación para elegir al segundo participante que pasa a la instancia final.
2. ↑  En reemplazo de Noelia Marzol.

## Semana 4

### Participantes
| Participante    | Edad | Profesión                    | Estado                                                   |
| --------------- | ---- | ---------------------------- | -------------------------------------------------------- |
| Elías Rozas     | 18   | Bailarín y profesor de baile | Clasifican a la próxima instancia el 31 de enero de 2020 |
| Marialé Mroue   | 35   | Bailarina y actriz           | Clasifican a la próxima instancia el 31 de enero de 2020 |
| Nicolás Gualano | 22   | Barista y profesor de zumba  | Eliminados el 31 de enero de 2020                        |
| María Rius      | 35   | Bailarina y actriz           | Eliminados el 31 de enero de 2020                        |
| Yanel Zenawa    | 25   | Telemarketer                 | Eliminados el 30 de enero de 2020                        |
| Lester Castro   | 25   | Barbero y acróbata           | Eliminados el 30 de enero de 2020                        |
| Laura Garmendia | 20   | Camarera                     | Eliminados el 30 de enero de 2020                        |

     Mujeres
     Hombres

#### Noche 1
En la primera noche, los concursantes realizaron su estilo de baile favorito. 
| Lunes 27/01 | 1 | María   | Jazz          | «Dance Monkey», Tones and I                             | 6.43 |
| Lunes 27/01 | 2 | Elías   | Contemporáneo | «The Show Must Go On», Queen                            | 8.40 |
| Lunes 27/01 | 3 | Laura   | Femme Style   | «God Is a Woman», Ariana Grande                         | 6.08 |
| Lunes 27/01 | 4 | Lester  | Break dance   | «Perm», Bruno Mars                                      | 8.13 |
| Lunes 27/01 | 5 | Marialé | Street        | «Tusa», Karol G & Nicki Minaj                           | 5.87 |
| Lunes 27/01 | 6 | Nicolás | Salsa         | «Magdalena, mi amor», Dark Latin Groove feat. Ivy Queen | 7.34 |
| Lunes 27/01 | 7 | Yanel   | Electro dance | «The Time (Dirty Bit)», The Black Eyed Peas             | 7.35 |

#### Noche 2
En la segunda noche, los competidores bailaron hits del verano. 
| Martes 28/01 | 1 | Yanel   | «Baila Conmigo», Dayvi feat. Víctor Cardenas & Kelly Ruiz | 6.76                                      |
| Martes 28/01 | 2 | Nicolás | «El tiburón», Proyecto Uno                                | 7.24                                      |
| Martes 28/01 | 3 | Lester  | «Mayonesa», Chocolate                                     | 6.56                                      |
| Martes 28/01 | 4 | Marialé | «Cuando calienta el sol», Luis Miguel                     | 5.55                                      |
| Martes 28/01 | 5 | Elías   | «Despacito», Luis Fonsi feat. Daddy Yankee                | 8.54                                      |
| Martes 28/01 | 6 | María   | «Levantando las manos», El Símbolo                        | 5.47                                      |
| Martes 28/01 | — | Laura   | Por falta de tiempo, no realizó su baile.                 | Por falta de tiempo, no realizó su baile. |

1. ↑  Votación especial (sólo para finalistas): Tras superar el limite de puntuación (8.50), Elías ganó el bonus para la final.

#### Noche 3
En la tercera noche, los concursantes bailaron pop argentino junto a un(a) bailarín(a) profesional.
| Miércoles 29/01 | 1 | Laura   | Jonathan Lazarte   | «La vida rosa», Ángela Torres     | 5.98 |
| Miércoles 29/01 | 2 | María   | Jonathan Lazarte   | «Te quiero más», TINI feat. Nacho | 7.22 |
| Miércoles 29/01 | 3 | Lester  | Evangelina Bourbon | «Yo te diré», Miranda!            | 5.89 |
| Miércoles 29/01 | 4 | Yanel   | Jonathan Lazarte   | «Guapas», Bandana                 | 6.93 |
| Miércoles 29/01 | 5 | Marialé | Jonathan Lazarte   | «La cobra», J Mena                | 5.67 |
| Miércoles 29/01 | 6 | Nicolás | Evangelina Bourbon | «Ciudad mágica», Tan Biónica      | 7.07 |
| Miércoles 29/01 | 7 | Elías   | Evangelina Bourbon | «A bailar», Lali Espósito         | 9.20 |

1. ↑  Votación especial (sólo para finalistas): Nicolás no alcanzó la puntuación limite (8.50), por lo tanto, no ganó el bonus.
2. ↑  Votación especial (sólo para finalistas): Tras superar el limite de puntuación (8.50), Elías ganó el bonus para la final. Acumulando dos bonus para la final, tras superar la puntuación limite ayer también.

#### Noche 4
En la cuarta noche, los participantes bailaron cuarteto junto a un invitado. 
| Jueves 30/01 | 1 | Nicolás | Claudia (Madre)            | «Dale vieja dale», Ulises Bueno                | 8.04                                           |
| Jueves 30/01 | 2 | Yanel   | Mario (Suegro)             | «Nadie es perfecto», Los Caligaris             | 8.01                                           |
| Jueves 30/01 | 3 | Laura   | Adriana (Madre)            | «Lo mejor del amor», Rodrigo                   | 6.30                                           |
| Jueves 30/01 | 4 | Lester  | Jerus (Amigo)              | «El bum bum», La Mona Jiménez                  | 7.58                                           |
| Jueves 30/01 | 5 | Marialé | Martín Bernacchia (Esposo) | «Soy un adicto a ti», Walter Olmos             | 8.40                                           |
| Jueves 30/01 | — | María   | No anunciado               | Por falta de tiempo, no realizaron sus bailes. | Por falta de tiempo, no realizaron sus bailes. |
| Jueves 30/01 | — | Elías   | No anunciado               | Por falta de tiempo, no realizaron sus bailes. | Por falta de tiempo, no realizaron sus bailes. |

1. ↑  Votación especial (sólo para finalistas): Nicolás no ganó el bonus debido que no alcanzó la puntuación mínima (8.50).

#### Noche 5: Final
En la quinta noche, los cuatro participantes finalistas:
Como primera instancia, realizaron un baile favorito instantáneo, estos bailes no fueron puntuados por el público y las canciones bailadas fueron elegidas por los propios participantes.
Como segunda instancia, realizaron un baile que fue designada y dirigida por Matías Ramos, el supervisor de coreografía del programa. Para este último baile, todos los participantes bailaban la misma canción y coreografía, teniendo en cuenta que cada concursante agregará a esta coreografía su estilo propio.
| Viernes 31/01 | 1 | María   | «La dueña del swing», Los Hermanos Rosario | —    |
| Viernes 31/01 | 1 | María   | «Es mentiroso», Olga Tañón                 | 5.75 |
| Viernes 31/01 | 2 | Elías   | «Reggaetón», J Balvin                      | —    |
| Viernes 31/01 | 2 | Elías   | «Es mentiroso», Olga Tañón                 | 8.82 |
| Viernes 31/01 | 3 | Marialé | «Ayy Macarena», Tyga                       | —    |
| Viernes 31/01 | 3 | Marialé | «Es mentiroso», Olga Tañón                 | 6.10 |
| Viernes 31/01 | 4 | Nicolás | «Con calma», Daddy Yankee feat. Snow       | —    |
| Viernes 31/01 | 4 | Nicolás | «Es mentiroso», Olga Tañón                 | 8.07 |

Votos de los jueces
- Florencia: Marialé
- Graciela: Nicolás
- Anamá:[n 3] Marialé

1. ↑  Los bonus de Elías (que ganó en la segunda y tercera noche) son: 1) Elige en que orden baila él (eligió bailar segundo), y 2) En caso de que no obtenga la mayor puntuación del público, tiene un punto a favor en la votación de los jueces al momento de elegir el segundo participante que pasa a la instancia final.
2. ↑  Votación para elegir al segundo participante que pasa a la instancia final.
3. ↑  En reemplazo de Noelia Marzol.

## Semana 5

### Participantes
| Participante                | Edad | Profesión                     | Estado                                                    |
| --------------------------- | ---- | ----------------------------- | --------------------------------------------------------- |
| Gaia Acosta Pablo Rondinone | 2624 | BailarinaBailarín             | Clasifican a la próxima instancia el 7 de febrero de 2020 |
| Samanta Herdt               | 23   | Bailarina y actriz            | Clasifican a la próxima instancia el 7 de febrero de 2020 |
| Fiona Mastronicola          | 21   | Actriz, cantante y bailarina  | Eliminados el 7 de febrero de 2020                        |
| Rodrigo Enríquez            | 29   | Ingeniero industrial          | Eliminados el 7 de febrero de 2020                        |
| Lucía Maessen               | 24   | Estudiante de comedia musical | Eliminados el 6 de febrero de 2020                        |
| Matías Alegre               | 23   | Actor y modelo                | Eliminados el 6 de febrero de 2020                        |
| Valentina Forlani           | 21   | Modelo y estudiante de danza  | Eliminados el 6 de febrero de 2020                        |

1. 1 2  Los integrantes Gaia y Pablo participarán en pareja, pero jugarán como un solo participante.

     Mujeres
     Hombres

#### Noche 1
En la primera noche, los concursantes realizaron su estilo de baile favorito. 
| Lunes 3/02 | 1 | Lucía        | Contemporáneo | «River», Bishop Briggs                                      | 7.43                                                        |
| Lunes 3/02 | 2 | Valentina    | Jazz          | «Fallin'», Alicia Keys                                      | 5.40                                                        |
| Lunes 3/02 | 3 | Rodrigo      | Bachata       | «La última noche», Dani J                                   | 5.60                                                        |
| Lunes 3/02 | 4 | Samanta      | Twerking      | «Que tire pa lante», Daddy Yankee                           | 8.02                                                        |
| Lunes 3/02 | 5 | Gaia & Pablo | Salsa         | «Chantaje», Shakira feat. Maluma & Chelito de Castro        | 8.59                                                        |
| Lunes 3/02 | — | Matías       | No anunciado  | Por problemas de tiempo, no llegaron a realizar sus bailes. | Por problemas de tiempo, no llegaron a realizar sus bailes. |
| Lunes 3/02 | — | Fiona        | No anunciado  | Por problemas de tiempo, no llegaron a realizar sus bailes. | Por problemas de tiempo, no llegaron a realizar sus bailes. |

#### Noche 2
En la segunda noche, los competidores bailaron reguetón, con una coreografía instantánea (improvisación) debido a que la música les fue dada minutos antes de su presentación.
| Martes 4/02 | 1 | Matías       | «Ella me levantó», Daddy Yankee       | 6.08                              |
| Martes 4/02 | 2 | Lucía        | «Dile», Don Omar                      | 7.47                              |
| Martes 4/02 | 3 | Fiona        | «Ven báilalo», Angel y Khriz          | 7.81                              |
| Martes 4/02 | 4 | Samanta      | «Llamado de emergencia», Daddy Yankee | 7.32                              |
| Martes 4/02 | 5 | Valentina    | «Gasolina», Daddy Yankee              | 6.32                              |
| Martes 4/02 | — | Gaia & Pablo | Por falta de tiempo, no bailaron.     | Por falta de tiempo, no bailaron. |
| Martes 4/02 | — | Rodrigo      | Por falta de tiempo, no bailaron.     | Por falta de tiempo, no bailaron. |

#### Noche 3
En la tercera noche, los participantes bailaron música de películas. Además los concursantes tuvieron que realizar una acrobacia (truco de riesgo), en su coreografía. Para realizar tal acrobacia, los participantes masculinos contaron con la participación de la bailarina Florencia Paludi; y las participantes femeninas con Matías Ramos, bailarín y el supervisor de coreografía del programa. 
| Miércoles 5/02 | 1 | Lucía        | Fame          | «Fame», Irene Cara                                              | 7.15                                                         |
| Miércoles 5/02 | 2 | Rodrigo      | Footloose     | «Footloose», Kenny Loggins                                      | 7.26                                                         |
| Miércoles 5/02 | 3 | Valentina    | Flashdance    | «Flashdance... What a Feeling», Irene Cara                      | 5.91                                                         |
| Miércoles 5/02 | 4 | Samanta      | Moulin Rouge! | «Lady Marmalade», Christina Aguilera, Lil' Kim, Mýa & Pink      | 7.15                                                         |
| Miércoles 5/02 | 5 | Gaia & Pablo | Dirty Dancing | «(I've Had) The Time of My Life», Bill Medley & Jennifer Warnes | 8.04                                                         |
| Miércoles 5/02 | — | Matías       | No anunciado  | Por falta de tiempo, no pudieron presentar sus coreografías.    | Por falta de tiempo, no pudieron presentar sus coreografías. |
| Miércoles 5/02 | — | Fiona        | No anunciado  | Por falta de tiempo, no pudieron presentar sus coreografías.    | Por falta de tiempo, no pudieron presentar sus coreografías. |

1. ↑  Votación especial (sólo para finalistas): Gaia & Pablo no ganaron el bonus, para la final del viernes, debido que no alcanzaron la puntuación mínima (8.50).

#### Noche 4
En la cuarta noche, los participantes bailaron cumbia junto a un invitado. 
| Jueves 6/02 | 1 | Matías       | Emanuel (Hermano) | «La cumbita», Tambó Tambó                             | 7.37                                                  |
| Jueves 6/02 | 2 | Valentina    | Selene (Amiga)    | «Cae el sol», Los Bonnitos                            | 5.38                                                  |
| Jueves 6/02 | 3 | Lucía        | Matías (Novio)    | «Una calle me separa», Néstor en Bloque               | 8.25                                                  |
| Jueves 6/02 | 4 | Samanta      | Omar (Padre)      | «Amor de la salada», Rocío Quiroz                     | 8.50                                                  |
| Jueves 6/02 | — | Gaia & Pablo | No anunciado      | No presentaron sus coreografías, por falta de tiempo. | No presentaron sus coreografías, por falta de tiempo. |
| Jueves 6/02 | — | Fiona        | No anunciado      | No presentaron sus coreografías, por falta de tiempo. | No presentaron sus coreografías, por falta de tiempo. |
| Jueves 6/02 | — | Rodrigo      | No anunciado      | No presentaron sus coreografías, por falta de tiempo. | No presentaron sus coreografías, por falta de tiempo. |

#### Noche 5: Final
En la quinta noche, los cuatro participantes finalistas: 
Como primera instancia, realizaron un baile favorito instantáneo, estos bailes no fueron puntuados por el público y las canciones bailadas fueron elegidas por los propios participantes. 
Como segunda instancia, realizaron un baile que fue designada y dirigida por Matías Ramos, el supervisor de coreografía del programa. Para este último baile, todos los participantes bailaban la misma canción y coreografía, teniendo en cuenta que cada concursante agregará a esta coreografía su estilo propio. 
| Viernes 7/02 | 1 | Fiona        | «Believer», Imagine Dragons                                 | —    |
| Viernes 7/02 | 1 | Fiona        | «Con altura», Rosalía feat. J Balvin & El Guincho           | 7.04 |
| Viernes 7/02 | 2 | Gaia & Pablo | «Felices los 4», Maluma feat. Marc Anthony                  | —    |
| Viernes 7/02 | 2 | Gaia & Pablo | «Con altura», Rosalía feat. J Balvin & El Guincho           | 8.50 |
| Viernes 7/02 | 3 | Samanta      | «Bella ciao», Fer Palacio                                   | —    |
| Viernes 7/02 | 3 | Samanta      | «Con altura», Rosalía feat. J Balvin & El Guincho           | 7.15 |
| Viernes 7/02 | 4 | Rodrigo      | «Señorita (Bachata versión)», Shawn Mendes & Camila Cabello | —    |
| Viernes 7/02 | 4 | Rodrigo      | «Con altura», Rosalía feat. J Balvin & El Guincho           | 6.47 |

Votos de los jueces
- Ximena:[n 2] Samanta
- Graciela: Fiona
- Florencia: Samanta

1. ↑  Votación para elegir al segundo participante que pasa a la instancia final.
2. ↑  En reemplazo de Noelia Marzol.

## Semana 6

### Participantes
| Participante          | Edad | Profesión                      | Estado                                                     |
| --------------------- | ---- | ------------------------------ | ---------------------------------------------------------- |
| Matías Carreira       | 26   | Acróbata y bailarín            | Clasifican a la próxima instancia el 14 de febrero de 2020 |
| Charlees Romero       | 26   | Bailarín y profesor de danza   | Clasifican a la próxima instancia el 14 de febrero de 2020 |
| Tainara Vieira        | 24   | Bailarina                      | Eliminadas el 14 de febrero de 2020                        |
| Agustina Carnicina    | 22   | Estudiante de Derecho          | Eliminadas el 14 de febrero de 2020                        |
| Axel Aze              | 23   | Bailarín y actor               | Eliminados el 13 de febrero de 2020                        |
| Rocío González Barros | 26   | Diseñadora de indumentaria     | Eliminados el 13 de febrero de 2020                        |
| Fernanda Pérez        | 18   | Bailarina y profesora de danza | Eliminados el 13 de febrero de 2020                        |

     Mujeres
     Hombres

#### Noche 1
En la primera noche, los concursantes realizaron su estilo de baile favorito. 
| Lunes 10/02 | 1 | Agustina | Jazz                                           | «Shallow», Lady Gaga & Bradley Cooper                | 6.53                                           |
| Lunes 10/02 | 2 | Fernanda | Jazz                                           | «All That Jazz», de Glee                             | 5.55                                           |
| Lunes 10/02 | 3 | Matías   | Hip-hop                                        | «Finesse», Bruno Mars                                | 6.53                                           |
| Lunes 10/02 | 4 | Tainara  | Axé                                            | «Onda Onda», Axé Bahía «Olha a Explosão», MC Kevinho | 6.73                                           |
| Lunes 10/02 | 5 | Charlees | Hip-hop                                        | «Yummy», Justin Bieber                               | 6.11                                           |
| Lunes 10/02 | — | Axel     | Por falta de tiempo, no realizaron sus bailes. | Por falta de tiempo, no realizaron sus bailes.       | Por falta de tiempo, no realizaron sus bailes. |
| Lunes 10/02 | — | Rocío    | Por falta de tiempo, no realizaron sus bailes. | Por falta de tiempo, no realizaron sus bailes.       | Por falta de tiempo, no realizaron sus bailes. |

#### Noche 2
En la segunda noche, los competidores bailaron pop. 
| Martes 11/02 | 1 | Axel     | «Sorry», Justin Bieber                                   | 7.11                                                     |
| Martes 11/02 | 2 | Agustina | «Can't Get You Out of My Head», Kylie Minogue            | 6.52                                                     |
| Martes 11/02 | 3 | Matías   | «Beat It», Michael Jackson                               | 7.98                                                     |
| Martes 11/02 | 4 | Rocío    | «Crazy Little Thing Called Love», Queen                  | 6.52                                                     |
| Martes 11/02 | 5 | Charlees | «Vogue», Madonna                                         | 7.02                                                     |
| Martes 11/02 | 6 | Fernanda | «Believe», Cher                                          | 6.85                                                     |
| Martes 11/02 | — | Tainara  | Por falta de tiempo, no llegó a realizar su coreografía. | Por falta de tiempo, no llegó a realizar su coreografía. |

#### Noche 3
En la tercera noche, los participantes realizaron un baile con música de Jennifer Lopez y Shakira. Además tendrán que bailar con un elemento (que podía ser: una silla, un bastón o una prenda de vestir), el mismo fue asignando mediante un sorteo, en el show en vivo.
| Miércoles 12/02 | 1 | Axel     | Bastón                              | «Love Don't Cost a Thing», Jennifer Lopez                 | 7.64                                                      |
| Miércoles 12/02 | 2 | Tainara  | Silla                               | «Waka Waka (Esto es África)», Shakira feat. Freshlyground | 7.22                                                      |
| Miércoles 12/02 | 3 | Agustina | Bastón                              | «On the Floor», Jennifer Lopez feat. Pitbull              | 7.01                                                      |
| Miércoles 12/02 | 4 | Charlees | Prenda de vestir: Capa              | «Waiting for Tonight», Jennifer Lopez                     | 7.90                                                      |
| Miércoles 12/02 | 5 | Matías   | Prenda de vestir: Sombrero          | «Let's Get Loud», Jennifer Lopez                          | 6.95                                                      |
| Miércoles 12/02 | 6 | Fernanda | Prenda de vestir: Caderín y campera | «Ojos así», Shakira                                       | 7.35                                                      |
| Miércoles 12/02 | — | Rocío    | No anunciado                        | Por falta de tiempo, no llegó a presentar su coreografía. | Por falta de tiempo, no llegó a presentar su coreografía. |

1. 1 2  Votación especial (sólo para finalistas): Tainara y Matías no ganaron el bonus, para la final del viernes, debido que no alcanzaron la puntuación mínima (8.50).

#### Noche 4
En la cuarta noche, los participantes bailaron cuarteto junto a un invitado. 
| Jueves 13/02 | 1 | Axel     | Ivana (Novia)      | «En septiembre fuiste mía», Miguel "Conejito" Alejandro        | 7.23                                                           |
| Jueves 13/02 | 2 | Tainara  | Gustavo (Esposo)   | «Ocho cuarenta», Rodrigo                                       | 6.44                                                           |
| Jueves 13/02 | 3 | Rocío    | Macarena (Hermana) | «Intento», Ulises Bueno                                        | 7.08                                                           |
| Jueves 13/02 | 4 | Agustina | Silvana (Madre)    | «Por lo que yo te quiero», Walter Olmos                        | 8.83                                                           |
| Jueves 13/02 | 5 | Fernanda | Patricia (Madre)   | «Quiéreme», Jean Carlos                                        | 7.02                                                           |
| Jueves 13/02 | — | Charlees | No anunciado       | Por falta de tiempo, no llegaron a presentar sus coreografías. | Por falta de tiempo, no llegaron a presentar sus coreografías. |
| Jueves 13/02 | — | Matías   | No anunciado       | Por falta de tiempo, no llegaron a presentar sus coreografías. | Por falta de tiempo, no llegaron a presentar sus coreografías. |

1. ↑  Votación especial (sólo para finalistas): Tainara no obtuvo el bonus debido que no alcanzó la puntuación limite (8.50).

#### Noche 5: Final
En la quinta noche, los cuatro participantes finalistas: 
Como primera instancia, realizaron un baile favorito instantáneo, estos bailes no fueron puntuados por el público y las canciones bailadas fueron elegidas por los propios participantes. 
Como segunda instancia, realizaron un baile que fue designada y dirigida por Matías Ramos, el supervisor de coreografía del programa. Para este último baile, todos los participantes bailaban la misma canción y coreografía, teniendo en cuenta que cada concursante agregará a esta coreografía su estilo propio. 
| Viernes 14/02 | 1 | Tainara  | «Segure o Tchan», É o Tchan!             | —    |
| Viernes 14/02 | 1 | Tainara  | «Livin' la vida loca», Ricky Martin      | 7.95 |
| Viernes 14/02 | 2 | Charlees | «Soy sabalero», Los Palmeras             | —    |
| Viernes 14/02 | 2 | Charlees | «Livin' la vida loca», Ricky Martin      | 7.44 |
| Viernes 14/02 | 3 | Agustina | «Blanco», J Balvin                       | —    |
| Viernes 14/02 | 3 | Agustina | «Livin' la vida loca», Ricky Martin      | 7.74 |
| Viernes 14/02 | 4 | Matías   | «Still D.R.E.», Dr. Dre feat. Snoop Dogg | —    |
| Viernes 14/02 | 4 | Matías   | «Livin' la vida loca», Ricky Martin      | 8.27 |

Votos de los jueces
- Anamá:[n 2] Tainara
- Florencia: Charlees
- Graciela: Charlees

1. ↑  Votación para elegir al segundo participante que pasa a la instancia final.
2. ↑  En reemplazo de Noelia Marzol.

## Semana 7

### Participantes
| Participante        | Edad | Profesión                      | Estado                                                     |
| ------------------- | ---- | ------------------------------ | ---------------------------------------------------------- |
| Aramí Callaba       | 21   | Bailarina                      | Clasifican a la próxima instancia el 21 de febrero de 2020 |
| Nicolás Cristodero  | 26   | Bailarín                       | Clasifican a la próxima instancia el 21 de febrero de 2020 |
| Abigail Aguirre     | 22   | Profesora de danza y fitness   | Eliminadas el 21 de febrero de 2020                        |
| Micaela Valerio     | 20   | Profesora de danza             | Eliminadas el 21 de febrero de 2020                        |
| Camila Podesta      | 24   | Bailarina y profesora de danza | Eliminadas el 20 de febrero de 2020                        |
| Sasha Cicilio       | 21   | Bailarina                      | Eliminadas el 20 de febrero de 2020                        |
| Héctor Tuttiafuccio | 37   | Profesor de danza              | Abandona el 19 de febrero de 2020                          |

1. ↑  Abandona el programa por motivos personales.

     Mujeres
     Hombres

#### Noche 1
En la primera noche, los concursantes realizaron su estilo de baile favorito. 
| Lunes 17/02 | 1 | Aramí   | Street                                | «DOLLAR», Becky G & Myke Towers          | 7.74                                  |
| Lunes 17/02 | 2 | Nicolás | Baile fusión                          | «La copa de la vida», Ricky Martin       | 7.13                                  |
| Lunes 17/02 | 3 | Abigail | Jazz                                  | «Fresa», Tini Stoessel feat. Lalo Ebratt | 7.41                                  |
| Lunes 17/02 | 4 | Camila  | Reguetón                              | «Muévelo», Nicky Jam & Daddy Yankee      | 7.82                                  |
| Lunes 17/02 | 5 | Micaela | Street                                | «Whine Up», Nicky Jam & Anuel AA         | 7.95                                  |
| Lunes 17/02 | — | Héctor  | Por problemas de tiempo, no bailaron. | Por problemas de tiempo, no bailaron.    | Por problemas de tiempo, no bailaron. |
| Lunes 17/02 | — | Sasha   | Por problemas de tiempo, no bailaron. | Por problemas de tiempo, no bailaron.    | Por problemas de tiempo, no bailaron. |

#### Noche 2
En la segunda noche, los participantes bailaron pop latino.
| Martes 18/02 | 1 | Abigail | «Vivir mi vida», Marc Anthony          | 7.18 |
| Martes 18/02 | 2 | Héctor  | «Salomé», Chayanne                     | 6.44 |
| Martes 18/02 | 3 | Sasha   | «La bicicleta», Carlos Vives & Shakira | 5.91 |
| Martes 18/02 | 4 | Aramí   | «Todos me miran», Gloria Trevi         | 7.99 |
| Martes 18/02 | 5 | Nicolás | «Lloviendo estrellas», Cristian Castro | 7.11 |
| Martes 18/02 | 6 | Camila  | «Y yo sigo aquí», Paulina Rubio        | 6.59 |
| Martes 18/02 | 7 | Micaela | «¿A quién le importa?», Thalía         | 7.70 |

1. ↑  Votación especial (sólo para finalistas): Micaela no ganó el bonus, para la final del viernes, debido que no alcanzó la puntuación mínima (8.50).

#### Noche 3
En la tercera noche, los concursantes bailaron rock nacional.
| Miércoles 19/02 | 1 | Abigail | «Mi enfermedad», Fabiana Cantilo                                        | 7.16                                                                    |                                                                         |
| Miércoles 19/02 | 2 | Camila  | «Demoliendo hoteles», Charly García                                     | 7.08                                                                    |                                                                         |
| Miércoles 19/02 | 3 | Nicolás | «Persiana americana», Soda Stereo                                       | 7.63                                                                    |                                                                         |
| Miércoles 19/02 | 4 | Aramí   | «Pensé que se trataba de cieguitos», Los Twist                          | 8.42                                                                    |                                                                         |
| Miércoles 19/02 | 5 | Sasha   | «Yo te vi en un tren», Enanitos Verdes                                  | 5.85                                                                    |                                                                         |
| Miércoles 19/02 | 6 | Micaela | «Mariposa tecknicolor», Fito Páez                                       | 8.42                                                                    |                                                                         |
| Miércoles 19/02 | — | Héctor  | En el programa en vivo, se anuncio que abandonó por motivos personales. | En el programa en vivo, se anuncio que abandonó por motivos personales. | En el programa en vivo, se anuncio que abandonó por motivos personales. |

1. 1 2  Votación especial (sólo para finalistas): Aramí y Micaela no obtuvieron el bonus debido que no alcanzaron la puntuación limite (8.50).

#### Noche 4
En la cuarta noche, los participantes bailaron cumbia junto a un invitado. 
| Jueves 20/02 | 1 | Camila  | Amelia (Madre)  | «No te creas tan importante», Damas Gratis feat. Viru Kumbieron | 7.41                                                      |
| Jueves 20/02 | 2 | Abigail | Elisa (Madre)   | «Jurabas tú», Los del Fuego                                     | 8.22                                                      |
| Jueves 20/02 | 3 | Aramí   | Facundo (Amigo) | «Dime si eres feliz», La Champions Liga                         | 8.98                                                      |
| Jueves 20/02 | 4 | Sasha   | Rosa (Madre)    | «La pollera amarilla», Gladys, la Bomba Tucumana                | 7.32                                                      |
| Jueves 20/02 | 5 | Micaela | Matías (Novio)  | «Vivo por las mujeres, por eso vivo», Gastón Angrisani          | 8.03                                                      |
| Jueves 20/02 | — | Nicolás | No anunciado    | Por falta de tiempo, no llegó a presentar su coreografía.       | Por falta de tiempo, no llegó a presentar su coreografía. |

1. ↑  Votación especial (sólo para finalistas): Aramí obtuvo el bonus debido que alcanzó la puntuación limite (8.50).
2. ↑  Votación especial (sólo para finalistas): Micaela no ganó el bonus, para la final del viernes, debido que no alcanzó la puntuación mínima (8.50).

#### Noche 5: Final
En la quinta noche, los cuatro participantes finalistas: 
Como primera instancia, realizaron un baile favorito instantáneo, estos bailes no fueron puntuados por el público y las canciones bailadas fueron elegidas por los propios participantes. 
Como segunda instancia, realizaron un baile que fue designada y dirigida por Matías Ramos, el supervisor de coreografía del programa. Para este último baile, todos los participantes bailaban la misma canción y coreografía, teniendo en cuenta que cada concursante agregará a esta coreografía su estilo propio. 
| Viernes 21/02 | 1 | Abigail | «Sin principio ni final», Abel Pintos                         | —                                                             |                                                               |
| Viernes 21/02 | 1 | Abigail | «Caprichosa», Chayanne                                        | 7.85                                                          |                                                               |
| Viernes 21/02 | 2 | Nicolás | «Dance Monkey», Tones and I                                   | —                                                             |                                                               |
| Viernes 21/02 | 2 | Nicolás | «Caprichosa», Chayanne                                        | 8.23                                                          |                                                               |
| Viernes 21/02 | 3 | Micaela | «Tusa», Karol G & Nicki Minaj                                 | —                                                             |                                                               |
| Viernes 21/02 | 3 | Micaela | «Caprichosa», Chayanne                                        | 7.70                                                          |                                                               |
| Viernes 21/02 | 4 | Aramí   | Por problemas de tiempo, no bailó su coreografía improvisada. | Por problemas de tiempo, no bailó su coreografía improvisada. | Por problemas de tiempo, no bailó su coreografía improvisada. |
| Viernes 21/02 | 4 | Aramí   | «Caprichosa», Chayanne                                        | 8.57                                                          |                                                               |

Votos de los jueces
- Martín:[n 2] Nicolás
- Graciela: Nicolás
- Florencia: Nicolás

1. ↑  Votación para elegir al segundo participante que pasa a la instancia final.
2. ↑  En reemplazo de Noelia Marzol.

## Semana 8

### Participantes
| Participante           | Edad | Profesión           | Estado                                                     |
| ---------------------- | ---- | ------------------- | ---------------------------------------------------------- |
| Jahir Lozano Ruiz      | 32   | Bailarín            | Clasifican a la próxima instancia el 28 de febrero de 2020 |
| Yonatan Pane           | 24   | Profesor de danza   | Clasifican a la próxima instancia el 28 de febrero de 2020 |
| Karen Etchemendy       | 23   | Bailarina           | Eliminadas el 28 de febrero de 2020                        |
| María Hernández "Maru" | 33   | Actriz              | Eliminadas el 28 de febrero de 2020                        |
| David Mansilla         | 23   | Bailarín y acróbata | Eliminados el 27 de febrero de 2020                        |
| Selva Fucile           | 18   | Bailarina y actriz  | Eliminados el 27 de febrero de 2020                        |
| Delfina Albertini      | 18   | Estudiante          | Eliminados el 27 de febrero de 2020                        |

     Mujeres
     Hombres

#### Noche 1
En la primera noche, los concursantes realizaron su estilo de baile favorito. 
Por primera vez en el programa, el panel de jueces evalúo a los participantes. Cada juez otorga una puntuación numérica de 1 al 10, para un puntaje total de 3 a 30. La puntuación de los concursantes se calcula como porcentaje. El mayor porcentaje clasifica a la final de día viernes. No hubo votación del público. 
Los puntajes de los jueces en las tablas (en paréntesis) se encuentran en el siguiente orden: Graciela Alfano, Florencia Jazmín Peña, Noelia Marzol.
| Lunes 24/02 | 1 | Delfina | Reguetón                                                    | «Perros salvajes», Daddy Yankee                             | 26 (9, 9, 8)                                                | 8.66                                                        |                                                             |
| Lunes 24/02 | 2 | David   | Street                                                      | «Muévelo», Nicky Jam & Daddy Yankee                         | 22 (8, 8, 6)                                                | 7.33                                                        |                                                             |
| Lunes 24/02 | 3 | Selva   | Street                                                      | «Caliente», Lali Espósito feat. Pabllo Vittar               | 21 (8, 6, 7)                                                | 7.00                                                        |                                                             |
| Lunes 24/02 | 4 | Yonatan | Contemporáneo                                               | «Sin principio ni final», Abel Pintos                       | 29 (10, 10, 9)                                              | 9.66                                                        |                                                             |
| Lunes 24/02 | 5 | Jahir   | Salsa                                                       | «Aguanile», Marc Anthony                                    | 26 (9, 9, 8)                                                | 8.66                                                        |                                                             |
| Lunes 24/02 | — | Karen   | Por problemas de tiempo, no llegaron a realizar sus bailes. | Por problemas de tiempo, no llegaron a realizar sus bailes. | Por problemas de tiempo, no llegaron a realizar sus bailes. | Por problemas de tiempo, no llegaron a realizar sus bailes. | Por problemas de tiempo, no llegaron a realizar sus bailes. |
| Lunes 24/02 | — | María   | Por problemas de tiempo, no llegaron a realizar sus bailes. | Por problemas de tiempo, no llegaron a realizar sus bailes. | Por problemas de tiempo, no llegaron a realizar sus bailes. | Por problemas de tiempo, no llegaron a realizar sus bailes. | Por problemas de tiempo, no llegaron a realizar sus bailes. |

#### Noche 2
En la segunda noche, los participantes bailaron hits de la música argentina. 
Por segunda vez en el programa, el panel de jueces evalúo a los participantes. El mecanismo fue el mismo que la noche anterior.
Los puntajes de los jueces en las tablas (en paréntesis) se encuentran en el siguiente orden: Graciela Alfano, Florencia Jazmín Peña, Noelia Marzol.
| Martes 25/02 | 1 | Delfina | «Te quiero tanto», Sergio Denis           | 18 (7, 8, 3)                              | 6.00                                      |                                           |                                           |
| Martes 25/02 | 2 | María   | «¡Qué suerte!», Violeta Rivas             | 28 (10, 10, 8)                            | 9.33                                      |                                           |                                           |
| Martes 25/02 | 3 | Karen   | «La reina de la bailanta», Cacho Castaña  | 20 (7, 8, 5)                              | 6.66                                      |                                           |                                           |
| Martes 25/02 | 4 | Jahir   | «Libre, solterito y sin nadie», Leo Dan   | 24 (9, 8, 7)                              | 8.00                                      |                                           |                                           |
| Martes 25/02 | 5 | Selva   | «Despeinada», Palito Ortega               | 27 (10, 9, 8)                             | 9.00                                      |                                           |                                           |
| Martes 25/02 | 6 | David   | «Rosa, rosa», Sandro                      | 18 (8, 4, 6)                              | 6.00                                      |                                           |                                           |
| Martes 25/02 | — | Yonatan | Por falta de tiempo, no realizó su baile. | Por falta de tiempo, no realizó su baile. | Por falta de tiempo, no realizó su baile. | Por falta de tiempo, no realizó su baile. | Por falta de tiempo, no realizó su baile. |

#### Noche 3
En la tercera noche, los participantes bailaron pop latino. 
| Miércoles 26/02 | 1 | Selva   | «Échame la culpa», Luis Fonsi & Demi Lovato             | 7.40                                      |                                           |                                           |                                           |
| Miércoles 26/02 | 2 | Karen   | «Chantaje», Shakira feat. Maluma                        | 7.46                                      |                                           |                                           |                                           |
| Miércoles 26/02 | 3 | Jahir   | «La bilirrubina», Juan Luis Guerra                      | 8.42                                      |                                           |                                           |                                           |
| Miércoles 26/02 | 4 | Delfina | «Ya no tiene novio», Mau & Ricky feat. Sebastián Yatra  | 7.98                                      |                                           |                                           |                                           |
| Miércoles 26/02 | 5 | María   | «Súbeme la radio», Enrique Iglesias feat. Zion & Lennox | 7.20                                      |                                           |                                           |                                           |
| Miércoles 26/02 | — | Yonatan | Por falta de tiempo, no realizó su baile.               | Por falta de tiempo, no realizó su baile. | Por falta de tiempo, no realizó su baile. | Por falta de tiempo, no realizó su baile. | Por falta de tiempo, no realizó su baile. |
| Miércoles 26/02 | — | David   | No se presentó, por motivos de salud.                   | No se presentó, por motivos de salud.     | No se presentó, por motivos de salud.     | No se presentó, por motivos de salud.     | No se presentó, por motivos de salud.     |

1. ↑  Votación especial (sólo para finalistas): María tras no alcanzar la puntuación mínima (8.50), no obtuvo el bonus.

#### Noche 4
En la cuarta noche, los participantes bailaron cuarteto junto a un invitado. 
En esta noche, hubo una excepción con un participante (Yonatan) a quién se le permitió bailar con dos invitados.
| Jueves 27/02 | 1 | David   | Brian (Amigo)                     | «Como olvidarla», Rodrigo                                      | 7.88                                                           |
| Jueves 27/02 | 2 | Delfina | Martín (Tío)                      | «Intento», Ulises Bueno                                        | 7.21                                                           |
| Jueves 27/02 | 3 | Karen   | Fernando (Hermano)                | «Olvídala», Banda XXI                                          | 8.52                                                           |
| Jueves 27/02 | 4 | Yonatan | Mirtha & Daiana (Madre & hermana) | «Por lo que yo te quiero», Walter Olmos                        | 8.12                                                           |
| Jueves 27/02 | 5 | Selva   | Karen (Hermana)                   | «La cabaña», La K'onga                                         | 7.33                                                           |
| Jueves 27/02 | — | Jahir   | No anunciado                      | Por falta de tiempo, no llegaron a presentar sus coreografías. | Por falta de tiempo, no llegaron a presentar sus coreografías. |
| Jueves 27/02 | — | María   | No anunciado                      | Por falta de tiempo, no llegaron a presentar sus coreografías. | Por falta de tiempo, no llegaron a presentar sus coreografías. |

1. ↑  Votación especial (sólo para finalistas): Yonatan no alcanzó la puntuación limite (8.50), por lo tanto, no ganó el bonus.

#### Noche 5: Final
En la quinta noche, los cuatro participantes finalistas: 
Como primera instancia, realizaron un baile favorito instantáneo, estos bailes no fueron puntuados por el público y las canciones bailadas fueron elegidas por los propios participantes. 
Como segunda instancia, realizaron un baile que fue designada y dirigida por Matías Ramos, el supervisor de coreografía del programa. Para este último baile, todos los participantes bailaban la misma canción y coreografía, teniendo en cuenta que cada concursante agregará a esta coreografía su estilo propio. 
| Viernes 28/02 | 1 | María   | «Danza da Maozinha», Axé Bahía         | —    |
| Viernes 28/02 | 1 | María   | «Oye!», Gloria Estefan                 | 7.47 |
| Viernes 28/02 | 2 | Yonatan | «La juguetona», Leandro Lovato         | —    |
| Viernes 28/02 | 2 | Yonatan | «Oye!», Gloria Estefan                 | 8.62 |
| Viernes 28/02 | 3 | Jahir   | «Waka Waka (Esto es África)», Shakira  | —    |
| Viernes 28/02 | 3 | Jahir   | «Oye!», Gloria Estefan                 | 9.20 |
| Viernes 28/02 | 4 | Karen   | «Chacarera del Violín», Néstor Garnica | —    |
| Viernes 28/02 | 4 | Karen   | «Oye!», Gloria Estefan                 | 7.53 |

Votos de los jueces
- Florencia: Karen
- Luisa:[n 2] Yonatan
- Graciela: Yonatan

1. ↑  Votación para elegir al segundo participante que pasa a la instancia final.
2. ↑  En reemplazo de Noelia Marzol.

## Semana 9

### Participantes
| Participante                        | Edad | Profesión                             | Estado                                                  |
| ----------------------------------- | ---- | ------------------------------------- | ------------------------------------------------------- |
| Rixio Pérez                         | 25   | Ingeniería informática                | Clasifican a la próxima instancia el 6 de marzo de 2020 |
| Brian Sánchez                       | 22   | Empleado                              | Clasifican a la próxima instancia el 6 de marzo de 2020 |
| Paola Mastandrea Maximiliano García | 3435 | Profesora de danzaTécnico informático | Eliminados el 6 de marzo de 2020                        |
| Lourdes Zungri                      | 18   | Bailarina y profesora de danza        | Eliminados el 6 de marzo de 2020                        |
| Agustín Serantes                    | 19   | Bailarín                              | Eliminados el 5 de marzo de 2020                        |
| Melanie Silva                       | 21   | Coordinadora en Turismo               | Eliminados el 5 de marzo de 2020                        |
| Rocío Fernandes                     | 27   | Contadora pública                     | Eliminados el 5 de marzo de 2020                        |

1. 1 2  Los integrantes Paola y Maximiliano participarán en pareja, pero jugarán como un solo participante.

     Mujeres
     Hombres

#### Noche 1
En la primera noche, los concursantes realizaron su estilo de baile favorito. 
| Lunes 2/03 | 1 | Melanie             | Reguetón                                                    | «China», Anuel AA, Daddy Yankee, Karol G & J Balvin feat. Ozuna | 7.71                                                        |
| Lunes 2/03 | 2 | Agustín             | Street                                                      | «Ella me levantó», Daddy Yankee                                 | 7.16                                                        |
| Lunes 2/03 | 3 | Lourdes             | Jazz                                                        | «Fallin'», Alicia Keys                                          | 8.33                                                        |
| Lunes 2/03 | 4 | Paola & Maximiliano | Reguetón                                                    | «Muévelo», Nicky Jam & Daddy Yankee                             | 8.95                                                        |
| Lunes 2/03 | — | Brian               | Por problemas de tiempo, no llegaron a realizar sus bailes. | Por problemas de tiempo, no llegaron a realizar sus bailes.     | Por problemas de tiempo, no llegaron a realizar sus bailes. |
| Lunes 2/03 | — | Rixio               | Por problemas de tiempo, no llegaron a realizar sus bailes. | Por problemas de tiempo, no llegaron a realizar sus bailes.     | Por problemas de tiempo, no llegaron a realizar sus bailes. |
| Lunes 2/03 | — | Rocío               | Por problemas de tiempo, no llegaron a realizar sus bailes. | Por problemas de tiempo, no llegaron a realizar sus bailes.     | Por problemas de tiempo, no llegaron a realizar sus bailes. |

#### Noche 2
En la segunda noche, los concursantes realizaron un baile con música de los 60s y 70s. 
| Martes 3/03 | 1 | Rocío               | «El baile del ladrillo», Violeta Rivas                         | 8.33                                                           |
| Martes 3/03 | 2 | Brian               | «Un muchacho como yo», Palito Ortega                           | 8.94                                                           |
| Martes 3/03 | 3 | Lourdes             | «Zapato roto», Los Náufragos                                   | 7.22                                                           |
| Martes 3/03 | 4 | Rixio               | «Ha vuelto el matador», Cacho Castaña                          | 7.70                                                           |
| Martes 3/03 | 5 | Paola & Maximiliano | «El extraño del pelo largo», La Joven Guardia                  | 8.99                                                           |
| Martes 3/03 | — | Agustín             | Por falta de tiempo, no llegaron a presentar sus coreografías. | Por falta de tiempo, no llegaron a presentar sus coreografías. |
| Martes 3/03 | — | Melanie             | Por falta de tiempo, no llegaron a presentar sus coreografías. | Por falta de tiempo, no llegaron a presentar sus coreografías. |

1. ↑  Votación especial (sólo para finalistas): Paola & Maximiliano obtuvieron el bonus debido a que alcanzaron la puntuación limite (8.50).

#### Noche 3
En la tercera noche, los concursantes bailaron salsa junto a un(a) bailarín(a) profesional.
| Miércoles 4/03 | 1 | Lourdes             | Rodrigo Jara                  | «La quiero a morir», Dark Latin Groove                  | 8.43                                  |                                       |                                       |                                       |
| Miércoles 4/03 | 2 | Rixio               | María Valencia                | «Magdalena, mi amor», Dark Latin Groove feat. Ivy Queen | 8.90                                  |                                       |                                       |                                       |
| Miércoles 4/03 | 3 | Rocío               | Rodrigo Jara                  | «Un montón de estrellas», Polo Montañez                 | 7.23                                  |                                       |                                       |                                       |
| Miércoles 4/03 | 4 | Agustín             | María Valencia                | «Yo no sé mañana», Luis Enrique                         | 7.26                                  |                                       |                                       |                                       |
| Miércoles 4/03 | 5 | Brian               | María Valencia                | «Procura», Chichí Peralta                               | 7.66                                  |                                       |                                       |                                       |
| Miércoles 4/03 | 6 | Paola & Maximiliano | Rodrigo Jara & María Valencia | «Amor narcótico», Chichí Peralta                        | 7.05                                  |                                       |                                       |                                       |
| Miércoles 4/03 | — | Melanie             | Rodrigo Jara                  | No se presentó, por motivos de salud.                   | No se presentó, por motivos de salud. | No se presentó, por motivos de salud. | No se presentó, por motivos de salud. | No se presentó, por motivos de salud. |

1. 1 2  Votación especial (sólo para finalistas): Brian y Paola & Maximiliano no alcanzaron la puntuación limite (8.50), por lo tanto, no ganaron el bonus.

#### Noche 4
En la cuarta noche, los participantes bailaron cumbia junto a un invitado. 
En esta noche, hubo una excepción con una participante (Melanie) a quién se le permitió bailar con dos invitados.
| Jueves 5/03 | 1 | Rocío               | Alejandro (Primo)              | «Paisaje», Gilda                          | 6.58                                      |                                           |                                           |                                           |
| Jueves 5/03 | 2 | Agustín             | Miliana (Amiga)                | «Esa malvada», Volcán                     | 7.33                                      |                                           |                                           |                                           |
| Jueves 5/03 | 3 | Lourdes             | Federico (Amigo)               | «La cumbita», Tambó Tambó                 | 8.68                                      |                                           |                                           |                                           |
| Jueves 5/03 | 4 | Brian               | Iris (Madre)                   | «Una cerveza», Ráfaga                     | 7.65                                      |                                           |                                           |                                           |
| Jueves 5/03 | 5 | Melanie             | Brisa & Ismael (Amigos)        | «Olvídala», Los Palmeras                  | 7.15                                      |                                           |                                           |                                           |
| Jueves 5/03 | 6 | Paola & Maximiliano | Gabriel (Padre de Maximiliano) | «La ventanita», Grupo Sombras             | 7.14                                      |                                           |                                           |                                           |
| Jueves 5/03 | 7 | Rixio               | No anunciado                   | Por falta de tiempo, no realizó su baile. | Por falta de tiempo, no realizó su baile. | Por falta de tiempo, no realizó su baile. | Por falta de tiempo, no realizó su baile. | Por falta de tiempo, no realizó su baile. |

1. 1 2  Votación especial (sólo para finalistas): Brian y Paola & Maximiliano no ganaron el bonus, para la final del viernes, debido que no alcanzaron la puntuación mínima (8.50).

#### Noche 5: Final
En la quinta noche, los cuatro participantes finalistas: 
Como primera instancia, realizaron un baile favorito instantáneo, estos bailes no fueron puntuados por el público y las canciones bailadas fueron elegidas por los propios participantes. 
Como segunda instancia, realizaron un baile que fue designada y dirigida por Matías Ramos, el supervisor de coreografía del programa. Para este último baile, todos los participantes bailaban la misma canción y coreografía, teniendo en cuenta que cada concursante agregará a esta coreografía su estilo propio. 
| Viernes 6/03 | 1 | Lourdes             | «Oye», Beyoncé                                   | —    |
| Viernes 6/03 | 1 | Lourdes             | «La mordidita», Ricky Martin feat. Yotuel        | 7.85 |
| Viernes 6/03 | 2 | Rixio               | «Muévelo», Nicky Jam & Daddy Yankee              | —    |
| Viernes 6/03 | 2 | Rixio               | «La mordidita», Ricky Martin feat. Yotuel        | 8.70 |
| Viernes 6/03 | 3 | Paola & Maximiliano | «Tusa», Karol G & Nicki Minaj                    | —    |
| Viernes 6/03 | 3 | Paola & Maximiliano | «La mordidita», Ricky Martin feat. Yotuel        | 7.86 |
| Viernes 6/03 | 4 | Brian               | «Suavamente (Break dance versión)», Elvis Crespo | —    |
| Viernes 6/03 | 4 | Brian               | «La mordidita», Ricky Martin feat. Yotuel        | 7.40 |

Votos de los jueces
- Luisa:[n 3] Brian
- Graciela: Brian
- Vanina:[n 4] Brian

1. ↑  El bonus de Paola & Maximiliano (que ganaron en la segunda noche) es: En caso de que no obtenga la mayor puntuación del público, tiene un punto a favor en la votación de los jueces, al momento de elegir el segundo participante que pasa a la instancia final.
2. ↑  Votación para elegir al segundo participante que pasa a la instancia final.
3. ↑  En reemplazo de Noelia Marzol.
4. ↑  En reemplazo de Florencia Jazmín Peña.

## Instancias finales

### Participantes
| Participante                | Edad | Profesión                        | Estado                                |
| --------------------------- | ---- | -------------------------------- | ------------------------------------- |
| Valentina Retamales         | 22   | Lic. en Artes escénicas y actriz | Cancelado por la pandemia de COVID-19 |
| Elías Rozas                 | 18   | Bailarín y profesor de baile     | Cancelado por la pandemia de COVID-19 |
| Elías Alvarado              | 18   | Bailarín y acróbata              | Cancelado por la pandemia de COVID-19 |
| Patricio Colombero          | 29   | Fontanero y mecánico             | Cancelado por la pandemia de COVID-19 |
| Rocío Chiares               | 19   | Estudiante de medicina           | Cancelado por la pandemia de COVID-19 |
| Nadia Fernández             | 27   | Licenciada en música             | Cancelado por la pandemia de COVID-19 |
| Marialé Mroue               | 35   | Bailarina y actriz               | Cancelado por la pandemia de COVID-19 |
| Samanta Herdt               | 23   | Bailarina y actriz               | Cancelado por la pandemia de COVID-19 |
| Matías Carreira             | 26   | Acróbata y bailarín              | Cancelado por la pandemia de COVID-19 |
| Charlees Romero             | 26   | Bailarín y profesor de danza     | Cancelado por la pandemia de COVID-19 |
| Aramí Callaba               | 21   | Bailarina                        | Cancelado por la pandemia de COVID-19 |
| Nicolás Cristodero          | 26   | Bailarín                         | Cancelado por la pandemia de COVID-19 |
| Jahir Lozano Ruiz           | 32   | Bailarín                         | Cancelado por la pandemia de COVID-19 |
| Yonatan Pane                | 24   | Profesor de danza                | Cancelado por la pandemia de COVID-19 |
| Rixio Pérez                 | 25   | Ingeniería informática           | Cancelado por la pandemia de COVID-19 |
| Brian Sánchez               | 22   | Empleado                         | Cancelado por la pandemia de COVID-19 |
| Gaia Acosta Pablo Rondinone | 2624 | BailarinaBailarín                | 2.º Eliminados el 15 de marzo de 2020 |
| Joaquín Bartolomeo          | 27   | Bailarín y acróbata              | 1.º Eliminado el 15 de marzo de 2020  |

     Mujeres
     Hombres

#### Etapa 1
Referencias
Como primera instancia, realizaron un baile instantáneo (freestyle). La canción fue asignada mediante un sorteo, en el show en vivo. Estos bailes no fueron puntuados por el público ni por el jurado. 
Como segunda instancia, realizaron un estilo de baile que fue designado por la producción. Además para este baile podían contar con la presencia de dos invitados, a elección de los participantes. 
Como novedad, el jurado tendrá la posibilidad de presionar un botón, y con el, encender un luz. Si el participante consigue que las tres miembros del jurado enciendan su luz, pasará directamente a la siguiente etapa. En caso de no conseguirlo, su puntuación de parte del público definirá si avanza, o no, a la siguiente etapa. 
Referencias
     No presionó su botón.

     Presionó su botón.
En la noche 1, los puntajes de los jueces en las tablas (en paréntesis) se encuentran en el siguiente orden: Florencia Jazmín Peña, Bárbara Franco, Noelia Marzol.
| Domingo 15/03 (Noche 1) | 1 | Valentina    | Freestyle | «Loco un poco», Turf                                            | —     | —    |
| Domingo 15/03 (Noche 1) | 1 | Valentina    | Cumbia    | «Esa malvada», Volcán                                           | ( , ) | 7.95 |
| Domingo 15/03 (Noche 1) | 2 | Gaia & Pablo | Freestyle | «Footloose», Kenny Loggins                                      | —     | —    |
| Domingo 15/03 (Noche 1) | 2 | Gaia & Pablo | Cumbia    | «Corazón mentiroso», Karina, La Princesita                      | ( , ) | 7.02 |
| Domingo 15/03 (Noche 1) | 3 | Joaquín      | Freestyle | «La bilirrubina», Juan Luis Guerra                              | —     | —    |
| Domingo 15/03 (Noche 1) | 3 | Joaquín      | Cumbia    | «Pega la vuelta», Grupo Sombras                                 | ( , ) | 6.79 |
| Domingo 15/03 (Noche 1) | 4 | Elías R.     | Freestyle | «Revolea», Terra Samba                                          | —     | —    |
| Domingo 15/03 (Noche 1) | 4 | Elías R.     | Cumbia    | «No te creas tan importante», Damas Gratis feat. Viru Kumbieron | ( , ) | —    |

1. ↑  Tras conseguir las tres luces del jurado, no se reveló su puntuación del público.

## Audiencias
| 1                  | 1                                     | Lunes 6 de enero        | Presentación del programa Inicio de la competencia Desafío del día: Estilo libre Ganadora del día: Melisa       | 2.0 | [ 5 ]  |
| 1                  | 2                                     | Martes 7 de enero       | Desafío del día: Música disco Ganador del día: Joaquín                                                          | 2.6 | [ 6 ]  |
| 1                  | 3                                     | Miércoles 8 de enero    | Desafío del día: Música tropical — Coreografía con elemento Ganadora del día: Paola                             | 2.4 | [ 7 ]  |
| 1                  | 4                                     | Jueves 9 de enero       | Desafío del día: Cuarteto — Coreografía con un acompañante Ganador del día: Elías                               | 1.8 | [ 8 ]  |
| 1                  | 5                                     | Viernes 10 de enero     | Final semanal Desafío del día: Coreografiados por Matías Ramos Ganadores de la semana: Elías y Joaquín          | —   | —      |
| 2                  | 6                                     | Lunes 13 de enero       | Presentación de nuevos participantes Desafío del día: Estilo libre Ganador del día: Patricio                    | 1.9 | [ 9 ]  |
| 2                  | 7                                     | Martes 14 de enero      | Desafío del día: Música de los 80s Ganadora del día: Rocío                                                      | 1.9 | [ 10 ] |
| 2                  | 8                                     | Miércoles 15 de enero   | Desafío del día: Rock and roll — Coreografía con elemento Ganadora del día: Valentina                           | 1.6 | [ 11 ] |
| 2                  | 9                                     | Jueves 16 de enero      | Desafío del día: Cumbia — Coreografía con un acompañante Ganador del día: Adrián                                | 1.8 | [ 12 ] |
| 2                  | 10                                    | Viernes 17 de enero     | Final semanal Desafío del día: Coreografiados por Matías Ramos Ganadores de la semana: Valentina y Patricio     | 1.6 | [ 13 ] |
| 3                  | 11                                    | Lunes 20 de enero       | Presentación de nuevos participantes Desafío del día: Estilo libre Ganadora del día: Maité                      | 1.5 | [ 14 ] |
| 3                  | 12                                    | Martes 21 de enero      | Desafío del día: Pop latino Ganadora del día: Rocío                                                             | 1.5 | [ 15 ] |
| 3                  | 13                                    | Miércoles 22 de enero   | Desafío del día: Música de los 90s — Coreografía con elemento Ganador del día: Emanuel                          | 1.8 | [ 16 ] |
| 3                  | 14                                    | Jueves 23 de enero      | Desafío del día: Cumbia — Coreografía con un acompañante Ganadores del día: Nadia y Diego                       | 1.9 | [ 17 ] |
| 3                  | 15                                    | Viernes 24 de enero     | Final semanal Desafío del día: Coreografiados por Matías Ramos Ganadoras de la semana: Rocío y Nadia            | 1.7 | [ 18 ] |
| 4                  | 16                                    | Lunes 27 de enero       | Presentación de nuevos participantes Desafío del día: Estilo libre Ganador del día: Elías                       | 1.7 | [ 19 ] |
| 4                  | 17                                    | Martes 28 de enero      | Desafío del día: Hits del verano Ganador del día: Nicolás                                                       | 1.3 | [ 20 ] |
| 4                  | 18                                    | Miércoles 29 de enero   | Desafío del día: Pop argentino — Coreografía con un(a) bailarín(a) profesional Ganadora del día: María          | 1.6 | [ 21 ] |
| 4                  | 19                                    | Jueves 30 de enero      | Desafío del día: Cuarteto — Coreografía con un acompañante Ganadora del día: Marialé                            | 1.7 | [ 22 ] |
| 4                  | 20                                    | Viernes 31 de enero     | Final semanal Desafío del día: Coreografiados por Matías Ramos Ganadores de la semana: Elías y Marialé          | 1.2 | [ 23 ] |
| 5                  | 21                                    | Lunes 3 de febrero      | Presentación de nuevos participantes Desafío del día: Estilo libre Ganadores del día: Gaia & Pablo              | 1.2 | [ 24 ] |
| 5                  | 22                                    | Martes 4 de febrero     | Desafío del día: Reguetón — Baile improvisado Ganadora del día: Fiona                                           | 1.7 | [ 25 ] |
| 5                  | 23                                    | Miércoles 5 de febrero  | Desafío del día: Música de películas — Acrobacia Ganador del día: Rodrigo                                       | 1.2 | [ 26 ] |
| 5                  | 24                                    | Jueves 6 de febrero     | Desafío del día: Cumbia — Coreografía con un acompañante Ganadora del día: Samanta                              | 1.5 | [ 27 ] |
| 5                  | 25                                    | Viernes 7 de febrero    | Final semanal Desafío del día: Coreografiados por Matías Ramos Ganadores de la semana: Gaia & Pablo y Samanta   | 2.0 | [ 28 ] |
| 6                  | 26                                    | Lunes 10 de febrero     | Presentación de nuevos participantes Desafío del día: Estilo libre Ganadora del día: Tainara                    | 0.6 | [ 29 ] |
| 6                  | 27                                    | Martes 11 de febrero    | Desafío del día: Iconos del pop Ganador del día: Matías                                                         | 1.6 | [ 30 ] |
| 6                  | 28                                    | Miércoles 12 de febrero | Desafío del día: Música de Jennifer Lopez y Shakira — Coreografía con elemento Ganador del día: Charlees        | 1.1 | [ 31 ] |
| 6                  | 29                                    | Jueves 13 de febrero    | Desafío del día: Cuarteto — Coreografía con un acompañante Ganadora del día: Agustina                           | 1.2 | [ 32 ] |
| 6                  | 30                                    | Viernes 14 de febrero   | Final semanal Desafío del día: Coreografiados por Matías Ramos Ganadores de la semana: Matías y Charlees        | 1.1 | [ 33 ] |
| 7                  | 31                                    | Lunes 17 de febrero     | Presentación de nuevos participantes Desafío del día: Estilo libre Ganadora del día: Micaela                    | 0.8 | [ 34 ] |
| 7                  | 32                                    | Martes 18 de febrero    | Desafío del día: Pop latino Ganadora del día: Aramí                                                             | 1.4 | [ 35 ] |
| 7                  | 33                                    | Miércoles 19 de febrero | Desafío del día: Rock nacional Ganador del día: Nicolás                                                         | 1.6 | [ 36 ] |
| 7                  | 34                                    | Jueves 20 de febrero    | Desafío del día: Cumbia — Coreografía con un acompañante Ganadora del día: Abigail                              | 1.1 | [ 37 ] |
| 7                  | 35                                    | Viernes 21 de febrero   | Final semanal Desafío del día: Coreografiados por Matías Ramos Ganadores de la semana: Aramí y Nicolás          | 1.6 | [ 38 ] |
| 8                  | 36                                    | Lunes 24 de febrero     | Presentación de nuevos participantes Desafío del día: Estilo libre Ganador del día: Yonatan                     | 1.3 | [ 39 ] |
| 8                  | 37                                    | Martes 25 de febrero    | Desafío del día: Hits de la música argentina Ganadora del día: María                                            | 1.5 | [ 40 ] |
| 8                  | 38                                    | Miércoles 26 de febrero | Desafío del día: Pop latino Ganador del día: Jahir                                                              | 1.6 | [ 41 ] |
| 8                  | 39                                    | Jueves 27 de febrero    | Desafío del día: Cuarteto — Coreografía con un acompañante Ganadora del día: Karen                              | 1.2 | [ 42 ] |
| 8                  | 40                                    | Viernes 28 de febrero   | Final semanal Desafío del día: Coreografiados por Florencia Jazmín Peña Ganadores de la semana: Jahir y Yonatan | 1.5 | [ 43 ] |
| 9                  | 41                                    | Lunes 2 de marzo        | Presentación de nuevos participantes Desafío del día: Estilo libre Ganadores del día: Paola & Maximiliano       | 1.0 | [ 44 ] |
| 9                  | 42                                    | Martes 3 de marzo       | Desafío del día: Música de los 60s y 70s Ganador del día: Brian                                                 | 1.4 | [ 45 ] |
| 9                  | 43                                    | Miércoles 4 de marzo    | Desafío del día: Salsa — Coreografía con un(a) bailarín(a) profesional Ganador del día: Rixio                   | 2.1 | [ 46 ] |
| 9                  | 44                                    | Jueves 5 de marzo       | Desafío del día: Cumbia — Coreografía con un acompañante Ganadora del día: Lourdes                              | 1.8 | [ 47 ] |
| 9                  | 45                                    | Viernes 6 de marzo      | Desafío del día: Coreografiados por Matías Ramos Ganadores del día: Rixio y Brian                               | 1.8 | [ 48 ] |
| Instancias finales | 46                                    | Domingo 15 de marzo     | Desafío del día: Freestyle y cumbia Ganadores del día: Valentina y Elías R.                                     | —   | —      |
| Instancias finales | Cancelado por la pandemia de COVID-19 |                         | |     |        |

     Episodio más visto.
     Episodio menos visto.